# Węgierski koń sportowy

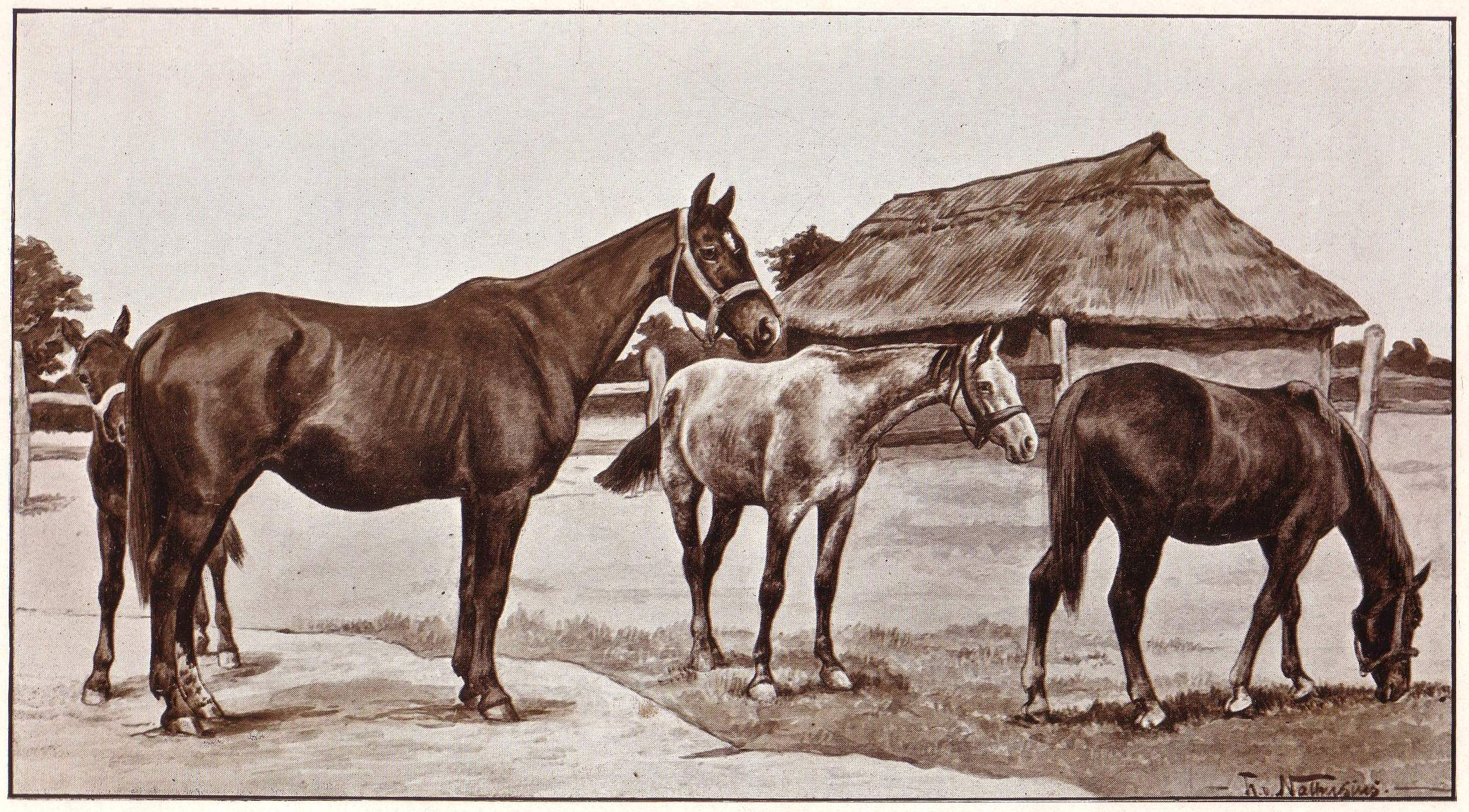

Węgierski koń sportowy lub węgierski koń gorącokrwisty to rasa koni wyhodowana w państwowej stadninie koni w Mezőhegyes na Węgrzech. Poprzez selektywne krzyżowanie rodzimych ras węgierskich została założona rasa "gorącokrwistego sportowego konia". 

## Użytkowość
Obecnie jest stosowany głównie jako koń do konkurencji i dyscyplin, w tym ujeżdżenia, skoków, WKKW i powożenia.

## Historia
Rasa ta powstała, gdy stadninę opuściły inne rodzime węgierskie konie, jak Nonius, Kisber, Gidran i Furioso. Te rasy przyczyniły się również do ulepszenia ras takich jak holsztyńska, hanowerska i holenderski koń gorącokrwisty. Obecnie bardzo sztywne normy hodowlane gwarantują, że wszystkie ogiery hodowlane są kontrolowane, licencjonowane i zatwierdzane przez komitet hodowli i muszą posiadać kwalifikacje sportowe.

## Budowa,pokrój,eksterier,temperament
Rasa osiąga wysokość od 16 do 17 dłoni i występuje we wszystkich jednolitych maściach. Wpływy węgierskich ras koni na produkcję lżejszych i bardziej eleganckich ich poprzedników cięższych koni gorącokrwistych. Węgierski koń gorącokrwisty jest bardzo pięknym koniem, ze szlachetnym wpływem, żywą akcją, wyjątkową inteligencją i usposobieniem.